# Remek (planetka)
(2552) Remek je planetka obíhající v hlavním pásu planetek mezi Marsem a Jupiterem. 
Byla objevená 24. září 1978 Antonínem Mrkosem na Hvězdárně na Kleti. Název získala po prvním československém kosmonautovi Vladimíru Remkovi, který se téhož roku v březnu zúčastnil vesmírné mise Sojuz 28.